# Григорян, Арам Камоевич
Арам Григорян Камоевич (род. 3 сентября 1992 года) - дзюдоист, выступающий на международном уровне за сборную России. Родился в г. Ставрополе. Мастер спорта России международного класса.

## Биография
Учился в лицее №15, в 2010 году поступил в Северо-Кавказский Государственный технический университет на юридический факультет.
Тренировался по дзюдо и самбо в ШВСМ Ставропольского края. Тренер - его отец - Григорян Камо Михайлович. Арам Григорян, был лидером сборной России по дзюдо до 23 лет в весовой категории 60 кг. Арам Камоевич был награжден званием  "Мастер спорта России международного класса". Входит в состав Федерации дзюдо России до 66кг.
Учебно-тренировочным сбором в Сочи сборная России по дзюдо открыла программу 2023 года. В составе национальной дружины на Черноморское побережье отправились и несколько ставропольских спортсменов. В их числе — Арам Григорян, который считается одним из основных претендентов на поездку в Париж, где в следующем году состоятся летние Олимпийские игры.
Арам Григорян: Важно то, что в голове - интерьвью для газеты Ставропольская равда
Арам Григорян: «За любой победой - большая работа над собой»
«Вернуться можем в любой момент»: ставропольский дзюдоист — о спорте в условиях санкций

## Спортивные достижения
- Первенство Европы по юношам - 1 место 2008 ( Босния и Герцеговина) — ;
- Первенство Европы по юниорам 2010 -3 место (Болгария)[7] — ;
- Первенство Европы по юниорам 2011 - 3 место [8]— ;
- Чемпионат Европы U-23 2012- 1 место [9] — ;
- Чемпионат Европы U- 23 2013 - 1 место[10] — ;
- Grand Prix Германия 2013 - 3 место [11]— ;
- Чемпионат России 2 место 2017 — ;
- Кубок Европы Белоруссия 2018 - 1 место[12] — ;
- Grand Prix   Мексика  1 место 2018[13][14][15]— ;
- Grand slam Япония - 3 место 2018 — ;
- Grand Prix Китай - 2 место 2019[16] — ;
- World Masrers Катар - 3 место 2021[17] — ;
- Grand slam Узбекистан -3 место 2021[18] — ;
- Grand Prix Загреб Хорватия -3 место 2021[19] — ;